# Lige Azadegan 1998./99.

## Iran

### Konačna ljestvica
Konačna ljestvica iranske Azadegan League za sezonu 1998/99. Azadegan League je bila najviša iranska nogometna liga.
```
                       Utak. Pb  N   Pz   Ps:Pr  Bod.
 1.
Persepolis Teheran
   30   19  08  03   56:21   65  
 2.
Esteghlal Teheran
    30   14  11  05   50:28   53
 3.
Sepahan Isfahan
      30   13  14  03   38:19   53
 4.
Saipa Teheran
        30   13  10  07   43:33   49
 5.
Pas Teheran
          30   09  15  06   30:25   42              
 6.
Chooka Talesh
        30   11  07  12   33:48   40
 7.
Foolad Ahvaz
         30   09  11  10   31:37   38               
 8.
Abu Muslem Mashhad
   30   10  07  13   37:37   37              
 9.
Sanat Naft Abadan
    30   08  12  10   22:39   36               
10.
Fajre Sepasi
         30   08  10  12   27:31   34               
11.
Teraktor Sazi
        30   07  13  10   30:35   34              
12.
Zob Ahan Isfahan
     30   09  06  15   23:32   33              
13.
Malavan Anzali
       30   07  11  12   21:26   32  
14.
Shahrdari Tabriz
     30   05  16  09   29:33   31  
15.
Poly Acryl Isfahan
   30   05  12  13   24:36   27  
16.
Bank Melli FC
        30   04  15  11   27:41   27
```

```
Iranski nogometni prvaci    : Persepolis Teheran
Ispali iz lige              : Malavan Anzali, Shahrdari Tabriz, Poly Acryl, Bank Melli FC
Plasirali se u nižu ligu    : 
Bahman
, 
Irsotter Noshahr
```

```
Najbolji strijelac          : 
Koroush Barmak
         (Teraktor Sazi)  14 pogodaka
                            : 
Abdoljalil Golcheshmeh
 (Abu Muslem)     14 pogodaka
```